# Salvador Monmeneu Escrig
Salvador Monmeneu Escrig (València, 4 de març de 1813 - 26 d'octubre de 1886) fou un arquitecte valencià, amb nombroses obres a la ciutat de València i en altres ciutats valencianes.

## Biografia
Fill de l'arquitecte Vicent Monmeneu i nebot del també arquitecte Salvador Escrig. Es graduà el 1836 a la Reial Acadèmia de Sant Carles, i seguí sempre les formes de l'academicisme valencià dins l'estil neoclàssic, sense concessions a innovacions ni a un historicisme excessiu.

## Obres més significatives
- Façana del Palau de Raga (1840)
- Projecte de conversió del Palau de Benicarló en fàbrica tèxtil (1846)
- Casa-Palau de la Reial Mestrança de Cavalleria de València (1850)
- Retaule major de l'església dels Àngels de la Vall d'Uixó (1853)
- Cementiri d'Alzira (1855)
- Façana del carrer Landerer 5, del Teatre Escalante (1856)[2]
- Façana del convent de Santa Clara de València (1861)
- Façana del Palau dels Fernández de Còrdova (1865)
- Palau Roman (1865)
- Cases del carrer Cavallers, 52 (1865)
- Casa Royo (Palau Vallier), a Manises, 7 (1883)

## galeria d'imatges

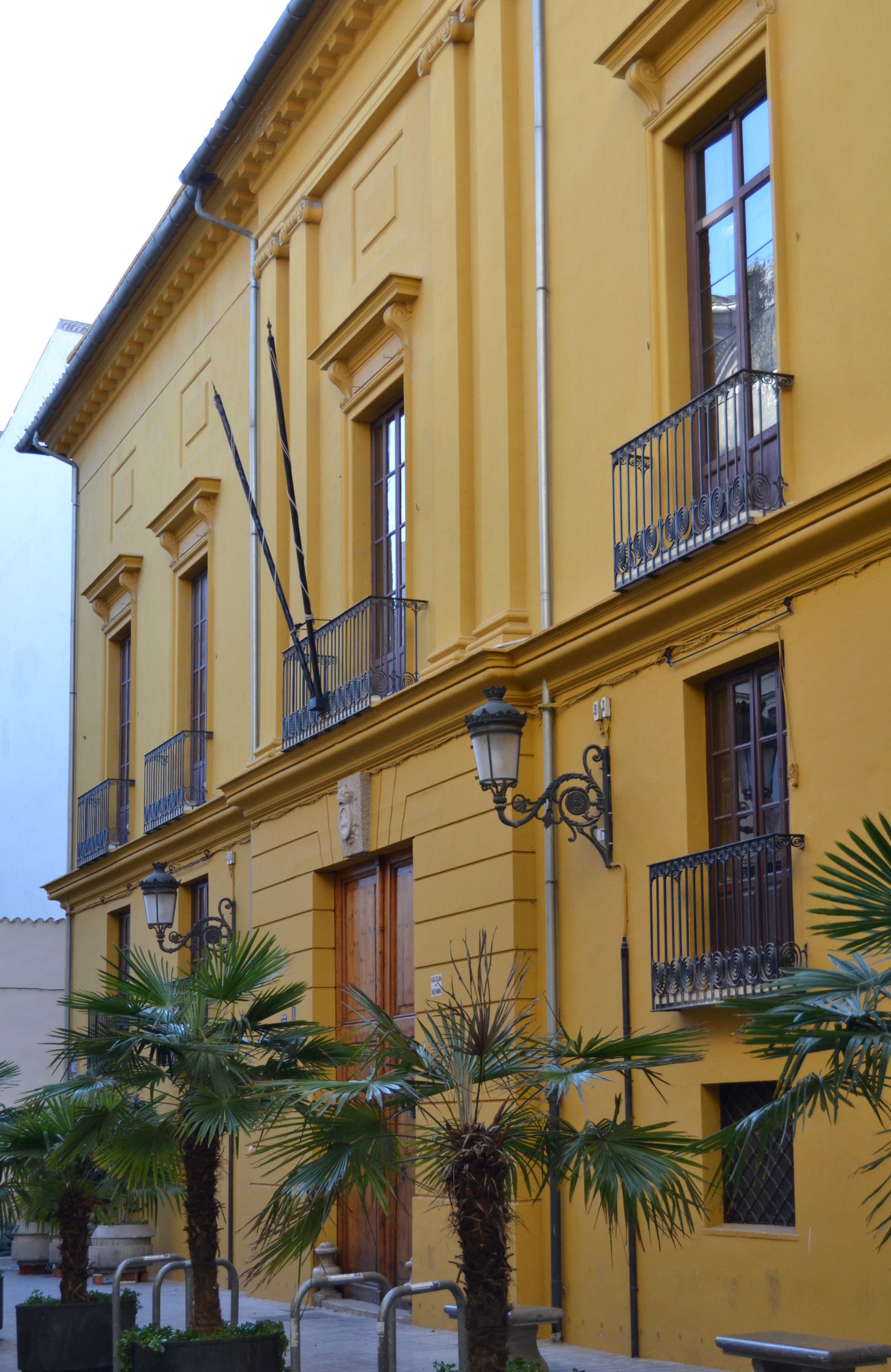
Casa-Palau de la Reial Mestrança de Cavalleria de València
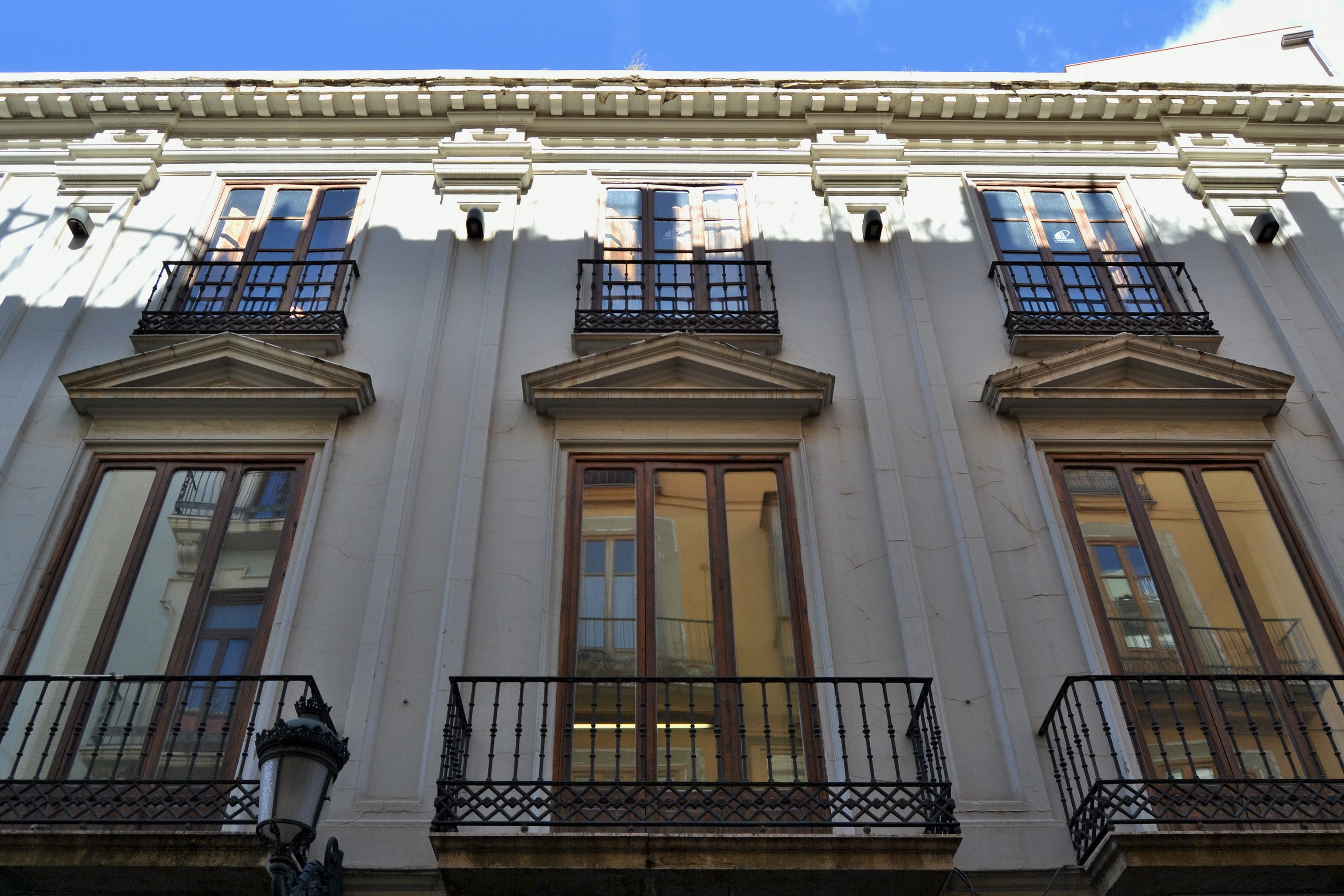
Palau dels Fernández de Còrdova
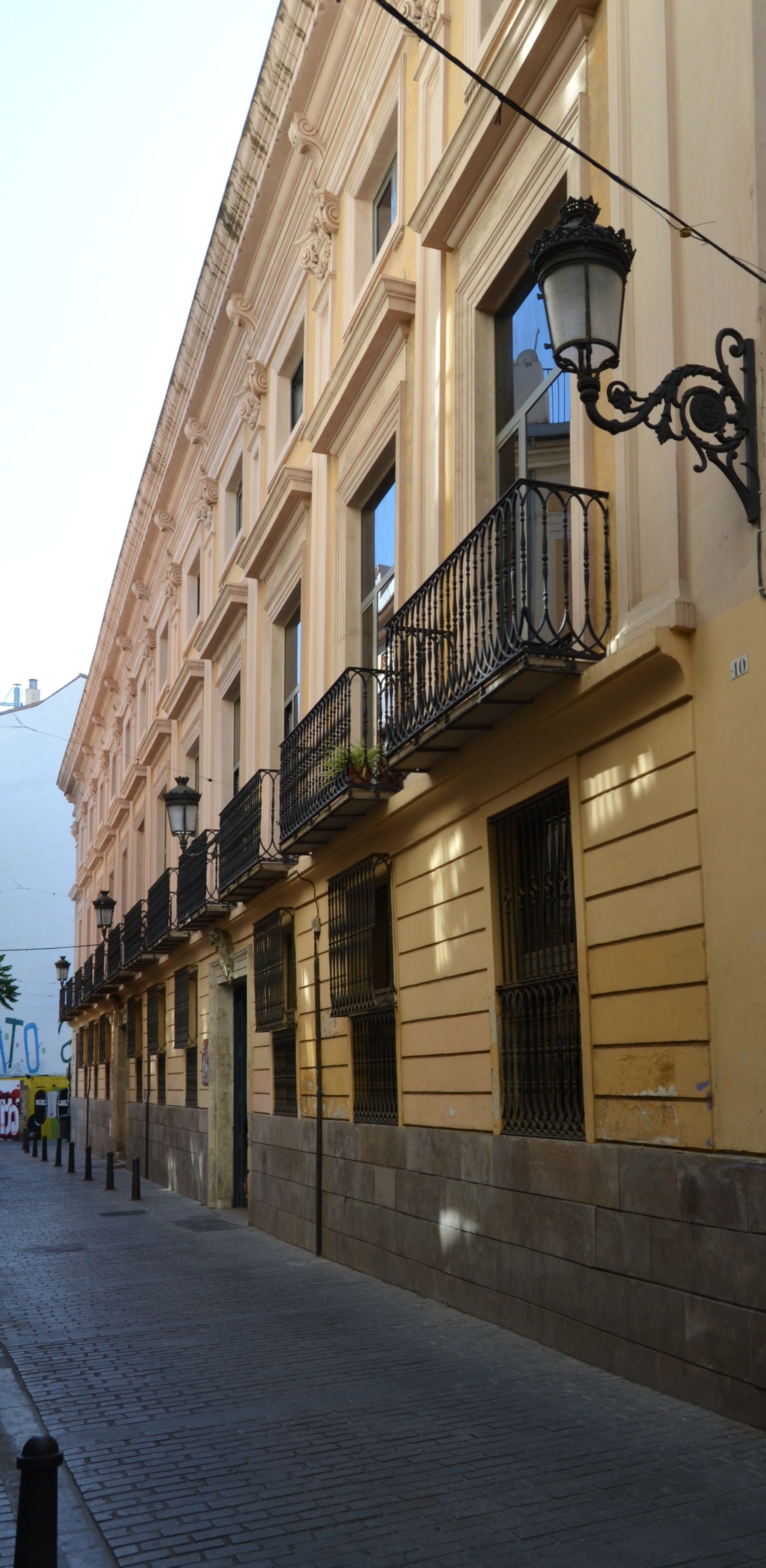
Palau de Raga